# 特勒布达市镇
特勒布达市镇（瑞典語：Töreboda kommun）是瑞典西部西约塔兰省的一个市镇。其治所位于特勒布达。